# Bulbophyllum mayombeense
Bulbophyllum mayombeense é uma espécie de orquídea (família Orchidaceae) pertencente ao gênero Bulbophyllum. Foi descrita por Leslie Andrew Garay em 1999.